# Kournasøen
Kournasøen er en sø på øen Kreta, Grækenland, nær landsbyen Kournas. Det er i Apokoronas kommune i Chania regional enhed tæt på grænsen til den regionale enhed Rethymno, 47 km fra byen Chania. Kournas er en temmelig stor landsby, der ligger på en bakke med udsigt over søen.
Kretas eneste ferskvandssø, Kournasøen, er relativt stor med en omkreds på 3,5 km. Der er et naturreservat på den sydvestlige side af søen. Der er en rustik vej fra den nordlige del af søen til bakkerne vest for søen. Søen og dens omgivelser er beskyttet under Natura 2000-netværket.
Søen plejede at blive kaldt Koresia efter oltidsbyen Korion, en by man troede var i området med et tempel til Athena. Søen indeholdt tidligere ål, men er nu bedre kendt for sine terrapiner og turisme.  Der ligger taverner og vandcykeludlejninger ved en del af kysten.